# Пелікан (острів)
Національний резерв дикої природи Острів Пелікан (англ. Pelican Island National Wildlife Refuge) — невеликий острів біля узбережжя Флориди площею близько 0,014 км² (3 акри) та прилегла акваторія в затоці Індіан-Рівер. Відноситься до повіту Індіан-Рівер.
Це перша природоохоронна територія США, заснована за наказом президента Теодора Рузельта 14 березня 1903 року з метою збереження популяції білої чаплі та інших птахів від полювання.